# Isa Munajew

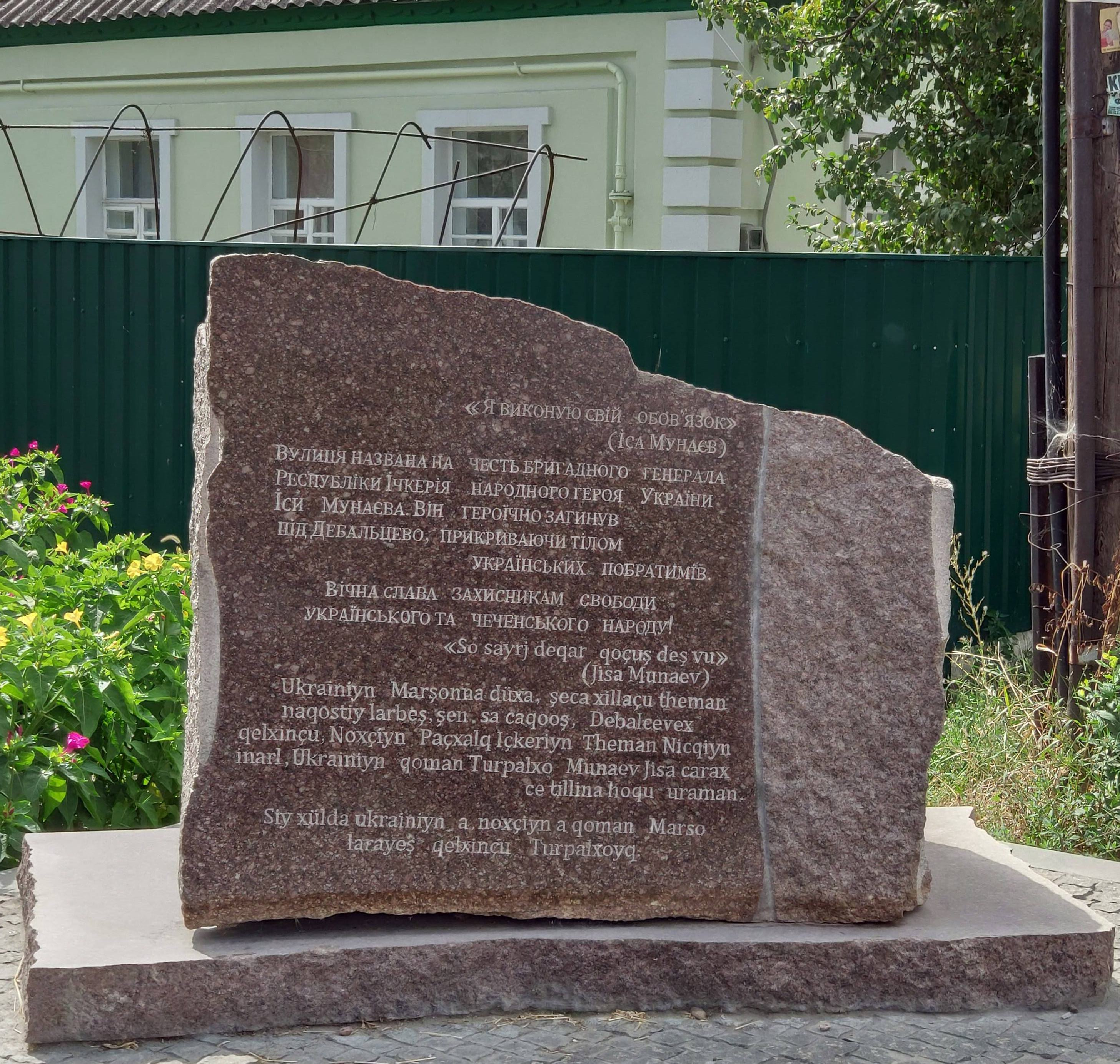
Kamień pamiątkowy w Dnieprze

Isa Achjadowicz Munajew (czecz. Iиса Ахьядий Мунаев, ros. Иса Ахьядович Мунаев; ur. 20 grudnia 1965 w Jandi, zm. 1 lutego 2015 w Debalcewie) – czeczeński dowódca wojskowy, uczestnik I i II wojny czeczeńskiej po stronie Czeczeńskiej Republiki Iczkerii. Dowódca ochotniczego batalionu im. Dżochara Dudajewa w wojnie w Donbasie.

## Życiorys
Isa Munajew urodził się 20 grudnia 1965 roku w miejscowości Jandi w rejonie aczchoj-martanowskim w Czeczeńsko-Inguskiej ASRR.
W latach 1983–1985 odbywał obowiązkową służbę wojskową w Armii Radzieckiej. Podczas I wojny czeczeńskiej był dowódcą 1. szturmowego batalionu im. Łemi Munajewa. Brał udział w pierwszej bitwie o Grozny. Po zakończeniu wojny był komendantem milicji rejonu zawodskiego w Groznym.
W II wojnie czeczeńskiej został wyznaczony przez prezydenta Czeczeńskiej Republiki Iczkerii, Asłana Maschadowa, na komendanta Groznego (1999–2000). Zasłynął ze stosowania taktyki partyzantki miejskiej. 4 października 2000 roku Konstantin Makiejew, asystent rzecznika rosyjskiego rządu Siergieja Jastrżembskiego, poinformował o zabiciu dzień wcześniej Munajewa. Miał on rzekomo wraz z grupą bojowników usiłować wysadzić wojskową ciężarówkę lub samochód milicyjny.
Po zajęciu Groznego przez rosyjską armię wycofał się w góry i został dowódcą frontu południowo-zachodniego. Z Czeczenii wyjechał, gdy został ciężko ranny. Był leczony w Gruzji, a następnie w tureckim Stambule. Od 2009 roku mieszkał w Danii, gdzie razem z rodziną otrzymał azyl polityczny i obywatelstwo. W tym czasie założył organizację „Wolny Kaukaz”.
Po Euromajdanie i rewolucji na Ukrainie ruch „Wolny Kaukaz” wsparł nowe władze w Kijowie. W marcu 2014 roku został utworzony batalion im. Dżochara Dudajewa, na którego czele stanął Isa Munajew.
4 grudnia 2014 roku w Groznym doszło do ataku przeprowadzonego przez bojowników Emiratu Kaukaskiego. Przywódca Republiki Czeczenii, Ramzan Kadyrow zarządził zatrzymanie i przekazanie do Czeczenii trzech posłów Rady Najwyższej Ukrainy, którzy poparli atak, Jurija Berezę, Andrija Łewusa i Ihora Mosijczuka. Kadyrow nakazał sprowadzić do Czeczenii także Isę Munajewa, którego nazwał przestępcą.
1 lutego 2015 roku dowódca Batalionu „Donbas”, Semen Semenczenko, podał informację o śmierci Munajewa w bitwie o Debalcewo. Przeciwny Munajewowi Ramzan Kadyrow napisał, że jego zabójstwo zostało zorganizowane przez Aminę Okujewą i Adama Osmajewa na zlecenie Służby Bezpieczeństwa Ukrainy oraz Centralnej Agencji Wywiadowczej Stanów Zjednoczonych. Przywódca Czeczenii nazwał Munajewa „pijakiem niezdolnym do walki”.
Według uczestników bitwy batalion im. Dżochara Dudajewa dokonywał działań polegających na szybkim ataku, a następnie wycofaniu się z pola. Taktyka ta była stosowana wcześniej podczas wojen czeczeńskich. Po wycofaniu się separatyści dokonali ostrzału pozycji ukraińskich za pomocą moździerza. Odłamki raniły śmiertelnie Munajewa w szyję, wątrobę i serce. Ciało zostało ukryte do czasu zakończenia walk.
Zgodnie z życzeniem Isa Munajew został pochowany na Ukrainie, w mieście Dniepr. Pogrzeb miał miejsce 8 lutego. Na prośbę krewnych odbył się w wąskim gronie osób i zgodnie z muzułmańskimi obrzędami.
10 lutego 2015 roku posłowie Samopomocy złożyli wniosek do Rady Miasta Kijowa o przemianowanie Prospektu Powitrofłotskiego na Prospekt Isy Munajewa. Przy ulicy tej znajdowała się ambasada Federacji Rosyjskiej na Ukrainie. 19 maja 2016 roku władze obwodu dniepropetrowskiego zdecydowały o przemianowaniu ulicy Krasnodońskiej w Dnieprze na ulicę Isy Munajewa.

## Poglądy

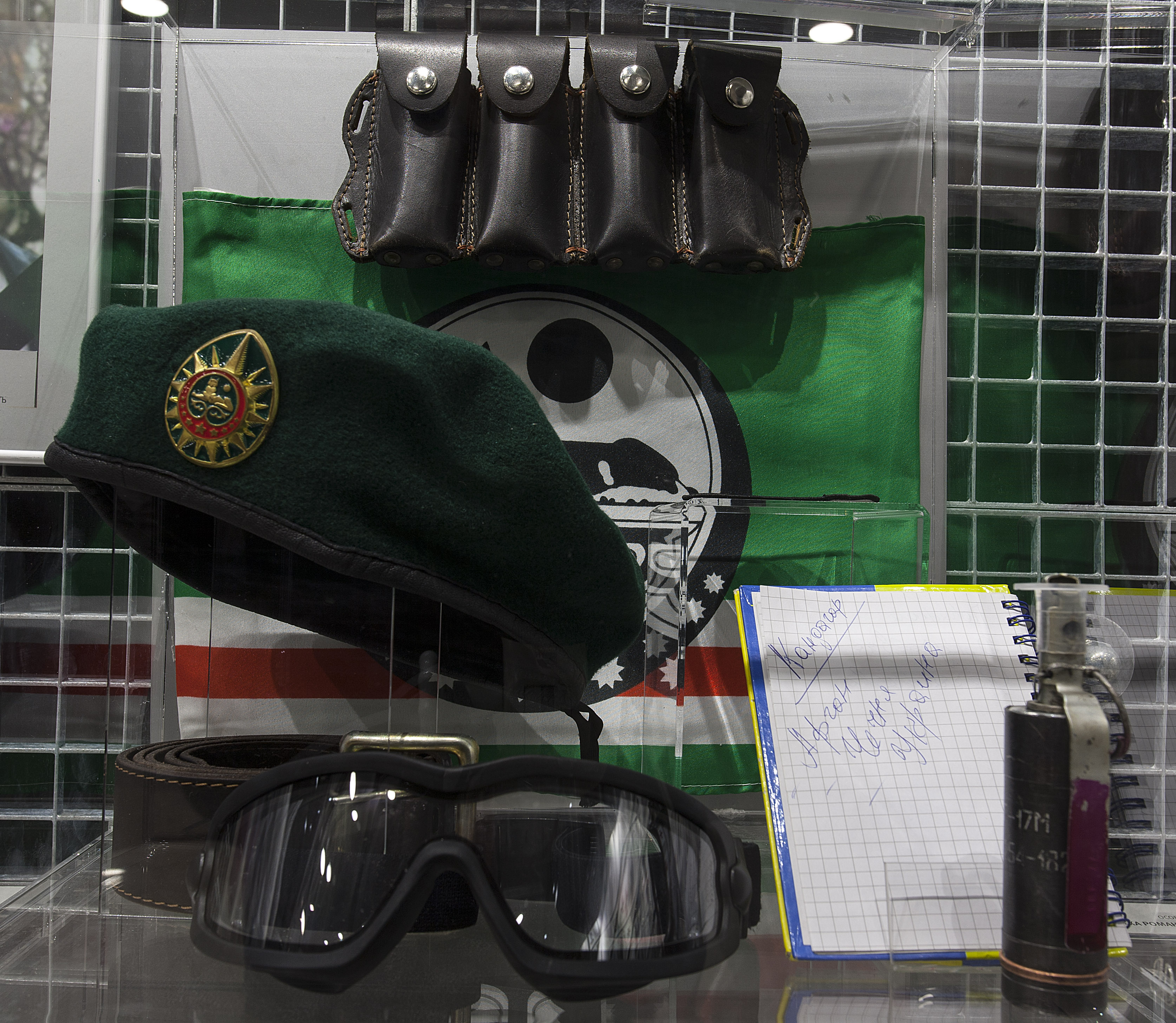
Kompleks pamięci poświęcony Isie Munajewowi w muzeum w Dnieprze

Isa Munajew w czerwcu 2014 roku oskarżył Rosję o dokonanie ludobójstwa Czeczenów w czasie dwóch wojen czeczeńskich. W odpowiedzi na to Ramzan Kadyrow wyraził gotowość wysłania do Donbasu czeczeńskich ochotników mających go zlikwidować. W październiku 2014 roku przyznał, że przybył na Ukrainę w celu jej obrony przed „wrogiem, kremlowską Rosją”. Stwierdził też, że spłaca dług za udzieloną w poprzednich latach pomoc Czeczeńskiej Republice Iczkerii przez Ukraińców. Dostrzegł pewne podobieństwa między sytuacją na Ukrainie w 2014 roku i w Czeczenii w 1994 roku. Zdecydowanie potępił działania „kadyrowców” uznając ich za zdrajców. Według Aminy Okujewej Munajew zamierzał złożyć wniosek o uzyskanie obywatelstwa ukraińskiego.
Munajew powiedział o sobie, że jest osobistym wrogiem Władimira Putina. Batalion im. Dżochara Dudajewa uznał za walczący o Czeczeńską Republikę Iczkerii i Ukrainę, odcinając się od fundamentalizmu islamskiego. 23 października 2014 roku na konferencji prasowej poparł kandydaturę Aminy Okujewej do Rady Najwyższej Ukrainy. Według Majrbeka Waczagajewa Munajew był poważnym i surowym człowiekiem, który nie lubił żartować.

## Nagrody
- Order Honoru Narodu[8]
- Bohater Narodu[8]
- Obrońca Ojczyzny[8]
- Obrońca miasta Groznego[8]
- Order „Narodowy Bohater Ukrainy” (4 czerwca 2015; pośmiertnie)[8]